# NGC 7179
NGC 7179 é uma galáxia espiral barrada (SBbc) localizada na direcção da constelação de Indus. Possui uma declinação de -64° 02' 49" e uma ascensão recta de 22 horas, 04 minutos e 49,0 segundos.
A galáxia NGC 7179 foi descoberta em 22 de Junho de 1835 por John Herschel.